# Montcornet (Aisne)
Pour les articles homonymes, voir Montcornet.
Montcornet est une commune française située dans le département de l'Aisne en région Hauts-de-France, au confluent de la Serre et de l'Hurtaut.

## Géographie
- 1Carte dynamique
- 2Carte OpenStreetMap
- 3Carte topographique
- 4Carte avec les communes environnantes
- 5Vue de l'entrée du village

Montcornet est située dans un carrefour très important, entre Laon, Reims, Charleville-Mézières et la Belgique. Il y a beaucoup de passages et l'été beaucoup de voyageurs néerlandais.

### Hydrographie
La commune est située dans le bassin Seine-Normandie. Elle est drainée par la Serre, le Hurtaut et le ruisseau de Soize,,.
La Serre, d'une longueur de 96 km, prend sa source dans la commune de La Férée, à 265 m d'altitude, et se jette  dans l'Oise (rive gauche) à Danizy, à 52 m d'altitude, après avoir traversé 39 communes. Les caractéristiques hydrologiques du la Serre sont données par la station hydrologique située sur la commune. Le débit moyen mensuel est de 1,32 m3/s. Le débit moyen journalier maximum est de 28,5 m3/s, atteint lors de la crue du 7 janvier 2011. Le débit instantané maximal est quant à lui de 39,4 m3/s, atteint le 23 janvier 2009.
L'Hurtaut, d'une longueur de 38 km, prend sa source dans la commune de Signy-l'Abbaye, à 235 mètres d'altitude, et se jette  dans la Serre à Chaourse, après avoir traversé 17 communes.

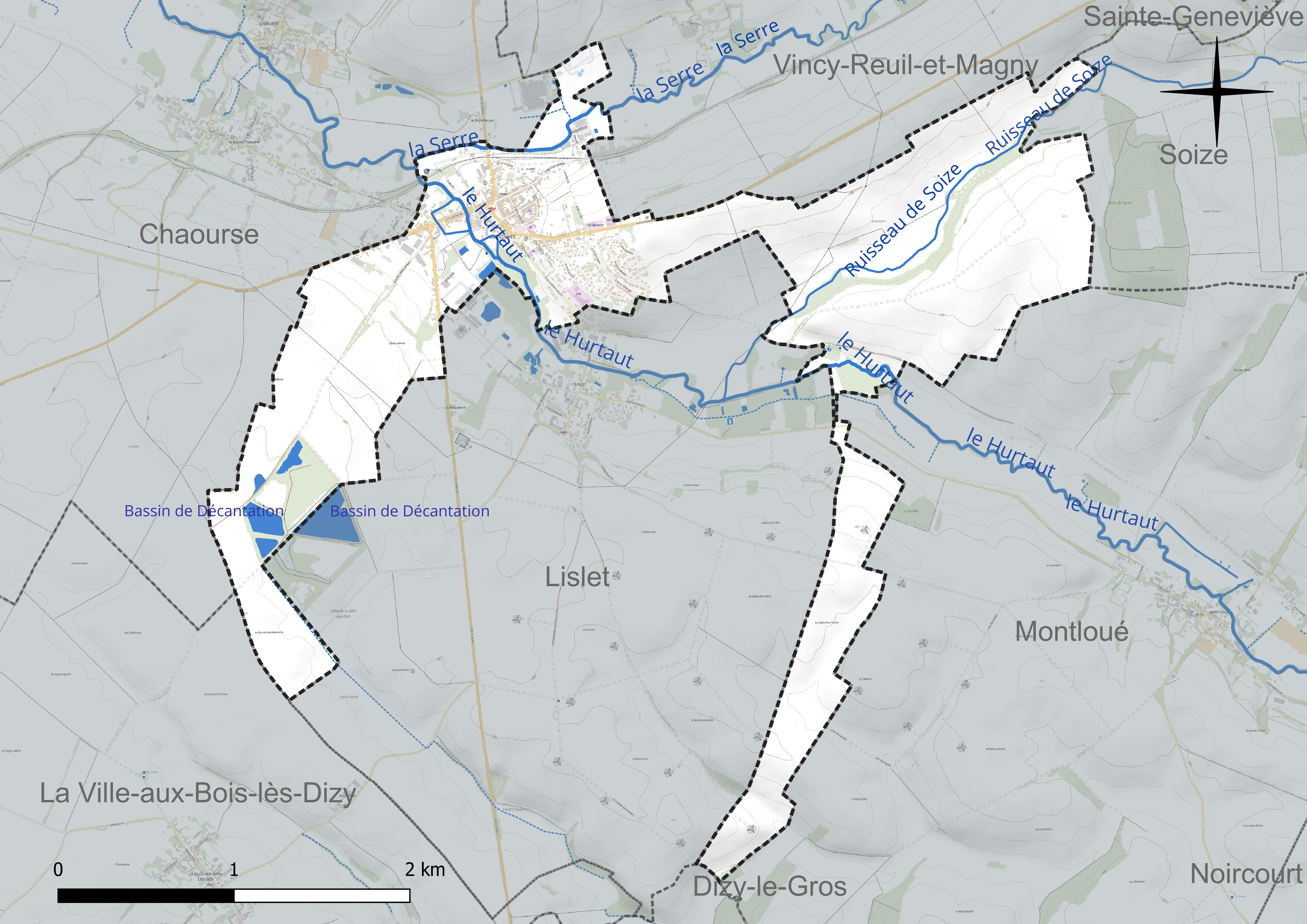
Réseau hydrographique de Montcornet.

Un plan d'eau complète le réseau hydrographique : le bassin de décantation, d'une superficie totale de 6 ha (0,3 ha sur la commune),.

### Climat
Pour des articles plus généraux, voir Climat des Hauts-de-France et Climat de l'Aisne.
En 2010, le climat de la commune est de type climat des marges montargnardes, selon une étude du CNRS s'appuyant sur une série de données couvrant la période 1971-2000. En 2020, Météo-France publie une typologie des climats de la France métropolitaine dans laquelle la commune est exposée à un climat océanique altéré et est dans la région climatique Nord-est du bassin Parisien, caractérisée par un ensoleillement médiocre, une pluviométrie moyenne régulièrement répartie au cours de l'année et un hiver froid (3 °C).
Pour la période 1971-2000, la température annuelle moyenne est de 10,1 °C, avec une amplitude thermique annuelle de 15,3 °C. Le cumul annuel moyen de précipitations est de 825 mm, avec 12,8 jours de précipitations en janvier et 9,4 jours en juillet. Pour la période 1991-2020, la température moyenne annuelle observée sur la station météorologique la plus proche, située sur la commune de La Selve à 14 km à vol d'oiseau, est de 10,8 °C et le cumul annuel moyen de précipitations est de 710,7 mm,. Pour l'avenir, les paramètres climatiques de la commune estimés pour 2050 selon différents scénarios d'émission de gaz à effet de serre sont consultables sur un site dédié publié par Météo-France en novembre 2022.

## Urbanisme

### Typologie
Au 1er janvier 2024, Montcornet est catégorisée bourg rural, selon la nouvelle grille communale de densité à 7 niveaux définie par l'Insee en 2022.
Elle est située hors unité urbaine et hors attraction des villes,.

### Occupation des sols
L'occupation des sols de la commune, telle qu'elle ressort de la base de données européenne d'occupation biophysique des sols Corine Land Cover (CLC), est marquée par l'importance des territoires agricoles (77,2 % en 2018), une proportion sensiblement équivalente à celle de 1990 (77,7 %). La répartition détaillée en 2018 est la suivante : 
terres arables (75,3 %), zones urbanisées (16,6 %), mines, décharges et chantiers (3,5 %), forêts (2,7 %), zones agricoles hétérogènes (1,4 %), prairies (0,5 %).
L'évolution de l'occupation des sols de la commune et de ses infrastructures peut être observée sur les différentes représentations cartographiques du territoire : la carte de Cassini (XVIIIe siècle), la carte d'état-major (1820-1866) et les cartes ou photos aériennes de l'IGN pour la période actuelle (1950 à aujourd'hui).

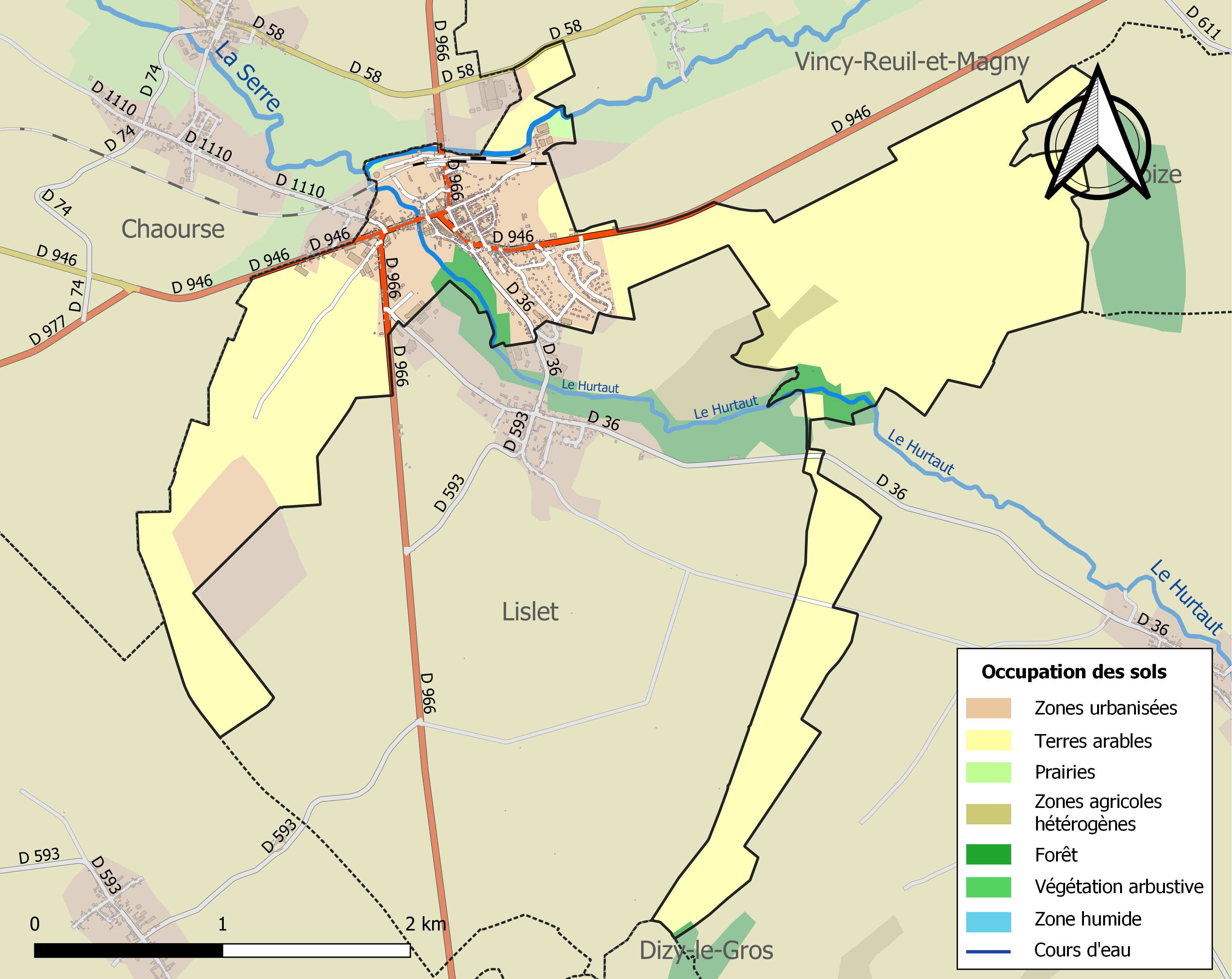
Carte de l'occupation des sols de la commune en 2018 (CLC).

## Toponymie
Le nom du bourg apparaît pour la première fois sous l'appellation latine de Monscornutus en 1256, Moncornet en 1267, Monscornet en 1269 dans un cartulaire de l'abbaye Saint-Martin de Laon, puis Montcornet-en-Thiéraisse, Montcornet-en-Terrache, Montcornetz, Moncorné, et enfin l'orthographe actuelle Montcornet sur la carte de Cassini vers 1750
.
De l'oïl mont et cornet « petite corne », désignant une pointe.
L'origine de son nom de commune est dû à son ancien nom de bourg  qui était Mons Cornutus ce qui voulait dire « le mont qui est corné » du fait qu'en haut de la colline où Montcornet était installée poussaient deux énormes chênes qui donnaient l'impression de deux cornes sur le mont.

## Histoire
Par arrêté préfectoral du 20 décembre 2016, la commune est détachée le 1er janvier 2017 de l'arrondissement de Laon pour intégrer l'arrondissement de Vervins.

### Antiquité
Le bourg de Montcornet bâti sur la rive gauche de la Serre est d'origine très ancienne puisque situé à l'intersection des voies romaines de Laon à Charleville-Mézières et de Reims à Bavay. Montcornet était un castrum gallo-romain ville fortifiée (voie d'Antonin le Pieux sous le règne de Dioclétien vers 280) prouvent que c'était déjà un point historique important de l'ancienne Thiérache.
Autrefois, la région était presque entièrement recouverte de bois ; les hommes qui y vivaient élevaient du bétail qu'ils nourrissaient avec les glands des chênes et d'autres fruits de la forêt. Les habitants faisaient très peu de cultures, ils se servaient des animaux qu'ils élevaient et chassaient pour se nourrir et s'habiller ainsi que la cueillette des fruits de la forêt. La vraie culture des terres commencera un peu plus tard.

### Moyen Âge
Le saint patron de Montcornet est saint Martin (Saint-Martin de Montcornet).
Vers 1250, Nicolas, seigneur de Rumigny, approuve la donation de la dîme de Sormonne, de Harcy et de Montcornet, faite au monastère de Saint-Nicaise de Reims par Albric, chevalier de Lislet.
Le droit de patronage de la cure de Montcornet, appartenait au chapitre de Saint-Laurent de Rozoy, qui dîmait en totalité dans la paroisse Saint-Côme et Saint-Damien de Montcornet.

### Carte de Cassini
|  |  |  |

La carte de Cassini montre qu'au XVIIIe siècle, Montcornet est une ville fortifiée située sur le ruisseau le Ru d'Hurtaut qui va ensuite se jeter dans la Serre au niveau du Pont Caillou ou Pont Cailleau qui était une ferme rattachée à la paroisse de Chaourse  déjà détruite en 1880 qui appartenait à la paroisse de Chaourse.

A l'est sur la route conduisant à Rozoy-sur-Serre est représenté le Calvaire qui était, au XVIIIe siècle, une chapelle où se déroulaient des offices
. La rue du Calvaire rappelle son existence de nos jours.

Un relais de poste établi dans la ville permettait aux cavaliers ou diligences de disposer de chevaux frais.

Un moulin à eau est symbolisé par une roue dentée sur le ruisseau le Hurtaut.

### Époque contemporaine

#### Les sapeurs-pompiers
Les sapeurs-pompiers de Montcornet furent créés à partir du 22 mars 1831 sous la tutelle de Garde nationale. Le 22 janvier 1852, ils sont placés sous la responsabilité préfet du département.
De 1854 à 1856, le capitaine Desjardin prend le commandement du détachement de Montcornet qui compte alors soixante hommes. En 1877, le sous-lieutenant Clovis Alcide Maillard entre à la compagnie des sapeurs-pompiers de Montcornet avant d'être nommé lieutenant l'année suivante, puis capitaine commandant le 6 décembre 1886.
En 1878, un monument commémoratif est élevé sur la route de Dizy-le-Gros à Montcornet, près de la garenne de Vierge. Sur ce monument, on peut lire : « ici a été tué, le 1er septembre 1878, Cyprien Jean Baptiste Hubert, âgé de 36 ans, sous-lieutenant de sapeurs-pompiers de Dizy-le-Gros ». La compagnie se rendait à Montcornet, où un feu violent avait éclaté vers onze heures du soir. M. Hubert a été tué sur le coup en tombant par-dessus la pompe à incendie.
Pendant la Seconde Guerre mondiale, le centre de secours est situé sous la mairie de Montcornet a été mis en veille. puis installé rue Paul-Doumer. En 1956, est construit le nouveau centre de secours rue Saint-Martin.

#### La sucrerie de Montcornet
En 1866, la sucrerie de Montcornet est fondée par la famille Linard, suivie par l'installation, en 1867, près de la ferme de Saint-Aquaire, de la première râperie de France qui alimentera la sucrerie de Montcornet. Le dispositif est ensuite renforcé par la râperie de Montloué qui sera active jusqu'en 1886.
Le 6 janvier 1988, la sucrerie ferme après plus 100 ans de service.

#### Guerre de 1870-1871
Le vendredi 2 septembre 1870, les premiers soldats français en retraite devant l'ennemi prussien arrivent dans la région après la capitulation de Sedan. Le jeudi 3 septembre 1870 au matin, les premiers Prussiens passent avec le duc de Mecklembourg et l'état-major d'uhlans en direction de Laon, venant des Ardennes.
Aux dires des habitants de la région, au début de l'occupation, les soldats ennemis sont silencieux, jamais agressifs, rarement exigeants avec les civils (sauf quelques cas isolés). Par la suite, ils commirent bon nombre d'exactions. Leur admirable organisation militaire fait partout l'étonnement des populations. On remarque que les officiers prussiens ont d'excellentes cartes lithographiées et disposent de copies des cartes d'état-major françaises.
Le vendredi 9 septembre 1870, alors que le duc de Mecklembourg et le général Charles Louis Thérémin d'Hame vont signer la capitulation de la ville de Laon ; le garde d'artillerie Henriot, par désespoir de livrer la ville à l'ennemi, met le feu a la poudrière. L'explosion de la poudrière de la citadelle de Laon fait plusieurs centaines de morts parmi les Prussiens, les prisonniers français et les habitants de Laon. Il y aura 132 victimes de la 7e compagnie de mobiles du canton de Rozoy-sur-Serre, dont 28 de Montcornet. Le duc de Mecklembourg ne fut que légèrement touché. Mais le général Théremin d'Hame, gravement blessé, décédera quelques jours plus tard.
Dans la région, les mobiles et les francs-tireurs essaient de s'organiser en petits groupes pour lutter contre l'envahisseur. Le dimanche 16 septembre 1870, le ballon de Jules Favre, parti le matin de Paris, passe au-dessus de Montcornet, atterrit à Dinant en Belgique et donne les premières nouvelles de Paris (coupée du Nord qui résiste toujours) et de la bataille de Soissons.
Il y eut quelques grandes batailles contre les uhlans (Prussiens) dans la région. Celle de Soissons par exemple les 12, 13, 14, 15 octobre 1870 ; les Prussiens y resteront un an.
Le mardi 1er novembre 1870, à Montcornet, un groupe de francs-tireurs de Vervins et Hirson enlève une ambulance prussienne qui stationnait là avec quelques soldats ennemis. Le vendredi 4 novembre 1870, un détachement de cavaliers ennemis partis de Laon envahit Montcornet et signifie à la municipalité, tout en se soldant en amendes diverses, qu'elle est condamnée à payer une contribution de 8 600 frs pour le fait de l'enlèvement des malades et blessés prussiens quelques jours auparavant par les francs-tireurs.
Le 26 novembre 1870, un instituteur de la région de La-Ville-aux-Bois, soupçonné de connivence avec l'ennemi, est emmené à Avesnes puis à Lille par les francs-tireurs. Il sera, à la fin de la guerre, disculpé par le conseil de guerre de Lille. Le 3 décembre 1870, Vervins et les alentours sont toujours occupés par les troupes françaises (Vervins ne sera pas occupée par l'ennemi avant la fin de la guerre mais après l'Armistice).
Le mercredi 21 décembre 1870, une colonne de Prussiens venant de Marle entre dans Montcornet traquant les francs-tireurs. Le jeudi 22 décembre 1870, les journaux de Reims annoncent un affrontement entre les troupes mobiles, francs-tireurs de Vervins et les troupes prussiennes.
Le samedi 24 décembre 1870, un contingent de 6 000 hommes de l'armée prussienne traverse Montcornet, direction le nord et Saint-Quentin, pour remplacer leurs pertes à la bataille de Pont-Noyelles où le général français Faidherbe bat les Prussiens.
La guerre prit fin par l'armistice du 28 janvier 1871 après la capitulation de Paris et le traité de paix (de Francfort) du 10 mai 1871. Pendant cette période de guerre, les Prussiens ont prélevé dans tout le département 850 000 000 francs.
Le 1er avril 1872, un monument commémoratif en bronze (la colonne des mobiles) est construit dans le cimetière de Montcornet en mémoire des victimes de Laon. Vingt-huit noms y sont inscrits (ce monument a été construit grâce à la générosité des habitants de Montcornet et de son curé M. Guyenne).

#### Première Guerre mondialeà Montcornet
Le 28 juillet 1914 commence le départ des militaires en permission à Montcornet pour rejoindre leurs régiments (sous-officiers et soldats) et le 29 juillet, partent les officiers.
Le 1er août 1914 à 17 heures 15, le bourdon de l'église Saint-Martin sonne à toute volée pour annoncer la mobilisation générale. Les trains partent avec les mobilisés de la région à partir de 18 heures. Le 4 août 1914, une affiche à la mairie annonce la déclaration de la guerre de l'Allemagne à la France. Tous les habitants non-français sont réunis sur la place et emmenés à Laon.
Le 26 août 1914, les troupes belges qui se replient commencent à traverser Montcornet vers le sud. Les 1er et 2 septembre 1914, les premiers uhlans à cheval de l'armée allemande entrent dans Montcornet, une bataille s'engage avec les cuirassiers qui sont stationnés dans le village (neuf cuirassiers français furent tués dans l'engagement).

##### 1914: Occupation allemande
Le 8 septembre 1914, premières réquisitions de la mairie et d'habitations : le mot Kommandantur apparaît avec le drapeau allemand sur la façade de la maison de monsieur Delaunay au numéro 3 de la rue des Juifs, près du Hurtaut. Le pays est officiellement en possession des Allemands et ceci pour 51 mois. L'église sert d'hôpital provisoire. Les blessés sont allongés à même le sol sur de la paille.
Le 8 septembre 1914, un train de troupes allemandes, qui est à l'arrêt en gare de Montcornet, est attaqué par l'aviation et immobilisé pour plusieurs heures. On comptera de nombreuses victimes parmi les Allemands. Le 10 septembre 1914, la première affiche émanant de la Kommandantur allemande est placardée à la mairie avertissant de l'occupation de Montcornet par la IIe armée et l'état-major allemand.
Le commandement allemand fait appliquer des consignes très strictes pour la propreté des jardins, des rues, de l'hygiène des habitants, sur l'observation d'une grande politesse envers les militaires allemands, sur l'interdiction de la vente d'alcool, pour livrer toutes les armes à la Kommandantur, sur l'interdiction de sortir aux habitants de leurs maisons de 21 heures à 5 heures du matin, sur les rassemblements de tous genres. Si un coup de fusil est tiré d'une maison, celle-ci sera brûlée et les habitants fusillés.
À partir du 11 septembre 1914, l'état-major de la IIe armée et tous ses services prennent possession de Montcornet et particulièrement de la mairie. Les soldats sont logés dans des maisons réquisitionnées par l'armée allemande. Bien souvent, les propriétaires et locataires doivent cohabiter avec les Allemands qui occupent les plus belles pièces.
Dès le 12 septembre 1914, et pendant deux semaines, 4 000 blessés viennent se soigner à Montcornet. De nombreux blessés allemands sont amenés dans l'église, au collège et aux écoles (il y a parmi eux quelques blessés français). Les blessés sont également installés dans les hôtels et chez des particuliers.
Début octobre 1914, ordre est donné de livrer toutes les bicyclettes à la Kommandantur et de tuer tous les pigeons. Le 5 octobre 1914, première arrestation et déportation de trois civils de la commune.
Au mois de novembre 1914, la gare de Montcornet voit la pancarte Chemins de fer du Nord remplacée par Deutsche Militär Eisenbahn. Sur la place est ouvert un magasin allemand où on peut lire « il est défendu d'entrer pour les Français ».
Dès février 1915, les rues, la place de l'Hôtel-de-Ville, des magasins, des cafés portent des noms et enseignes allemands pour le plaisir des troupes de la IIe puis la VIIe armée allemande. La place de l'Hôtel-de-Ville devient Marktplatz. La rue des Juifs devient la Kaiser Wilhemstrasse. La rue Bouillard, où résidait le général von Groeben dans une maison réquisitionnée, devient la Groeben Strasse. Les magasins et les cafés sont transformés en Deutsches Haus ou Offizierheim, lieux de rencontre et de plaisir pour les troupes allemandes. Le travail est obligatoire. L'occupant veut en tirer un grand profit. Seuls les infirmes, les vieillards et les jeunes enfants y échappent.
Les travaux des champs sont effectués par des équipes de soldats allemands qui constituent les Kolonnes et qui nécessitent chaque jour l'emploi d'ouvriers français réquisitionnés en fonction de l'époque. Les récoltes sont propriété allemande. Les hommes sont employés en fonction de leur métier d'origine et peuvent être affectés à des brigades de travail et quitter la région. Les femmes n'échappent pas au travail et sont employées dans divers travaux de nettoyage, de déblayage et autres travaux harassants. Les enfants sont parfois employés comme rabatteurs pour les officiers allemands amateurs de chasse, cueilleurs d'herbes médicinales ou trieurs de légumes.
En avril 1915, il ne reste à Montcornet que 1 188 habitants dont 38 de Vincy. Le 18 avril 1915, inauguration du cimetière allemand de Montcornet. Il y aura plus de 2 000 tombes à la fin de la guerre.
En août 1915, les arcades du marché couvert de la mairie sont barricadées. Une boulangerie de campagne est installée. Elle pouvait cuire jusqu'à 2 000 pains par jour pour alimenter le front allemand.
Les 4 et 5 avril 1917, les tuyaux de l'orgue de l'église Saint-Martin sont démontés, fondus et transformés en lingots. Les bancs sont démontés et sciés pour faire de la place pour les centaines de blessés et prisonniers français.

##### 1917: Bombardements des alliés
Dans la nuit du 30 avril au 1er mai 1917 eut lieu le premier bombardement sur la gare et ses environs. Une dizaine de soldats allemands sont tués. Les bombardements continueront régulièrement jusqu'à la fin de la guerre.
Du 18 au 24 juin 1917, quatre cloches de l'église sont démontées et brisées à coup de masse par des prisonniers russes et envoyées en Allemagne pour y être fondues. La cinquième est restée jusqu'au 12 avril 1918, date à laquelle elle est tombée sur le sol détrempé sans se briser. Elle fut conservée dans un bâtiment de la rue Neuve où les Allemands entassaient des métaux de toutes sortes. Cette cloche fut remontée à la fin de la guerre par des prisonniers allemands.
Les 6 et 7 septembre 1917, les militaires allemands enlèvent les lustres, la grande couronne accrochée au plafond, les candélabres, les plats à quêter et les tuyaux de cuivre. En octobre 1917, les autorités allemandes font remplacer une cloche de l'église par une nouvelle en tôle.
En novembre 1917, les occupants ont besoin de logements supplémentaires pour leurs troupes. Plusieurs familles doivent quitter leur maison pour loger chez de la famille ou des voisins. Le 7 novembre, 71 personnes sont obligées de quitter Montcornet pour être réparties dans des villages voisins. Le 19 novembre, 132 personnes sont convoquées sur la place. Des habitants de villages voisins viennent grossir les rangs. Ils seront conduits à la gare et embarqués dans des wagons à bestiaux.
En décembre 1917, un deuxième cimetière allemand est créé.
Dans la nuit du 28 au 29 décembre 1917, vers deux heures du matin, des aéronefs français bombardent la commune. Dans la nuit du 2 au 3 février 1918, vers quatre heures du matin, nouveau bombardement de Montcornet : tout le quartier de la rue des Haut-Vents est fortement touché.
Le 14 mai 1918, vers 15 heures 30, onze jeunes filles de Lislet et Montcornet périssent dans l'explosion de la poudrière allemande de Lislet. Un militaire allemand est tué. Les blessés sont envoyés dans le bâtiment-hangar près de l'église de Chaourse et dans le lazaret rue du collège à Montcornet. Neuf autres jeunes filles succomberont à leurs blessures au lazaret de Chaourse. Il y eut aussi trois blessées grave et onze blessés légers. Onze autres personnes échappèrent à ce fléau.
Pendant les mois qui suivirent, Montcornet fut à plusieurs reprises bombardée, causant morts et destructions.

##### 1918: Retraite allemande
Le 19 octobre 1918, les Allemands font sauter la boulangerie allemande. Dans la nuit du 5 au 6 novembre 1918, les Allemands quittent Montcornet après avoir détruit les ponts la veille. Le 6 au petit matin, les militaires français entrent dans Montcornet. Du côté du Mont de Laon, un drapeau français est hissé à l'hôtel de ville vers 10 heures du matin. Les maisons sont pavoisées dans la liesse générale pour accueillir le général Feraldini.
Le 10 novembre 1918, le général Liebmann prend le commandement des troupes de la région. Le 11 novembre 1918, on fête pour la première fois depuis 1913 la Saint-Martin, le patron de la commune et la paix retrouvée. Le lendemain, la liesse populaire se traduit par un merveilleux défilé dans les rues puis une retraite aux flambeaux dans la soirée.
Le 14 novembre 1918, l'archiprêtre de Laon rend visite à Montcornet fraîchement libérée. Cela fut possible par le prêt du véhicule du général Mangin. Le 17 novembre 1918, les Montcornétois sont invités à pavoiser. Une grande cérémonie a lieu dans l'église Saint-Martin en présence du général Jobart et de son état-major.

#### Bataille de Montcornet

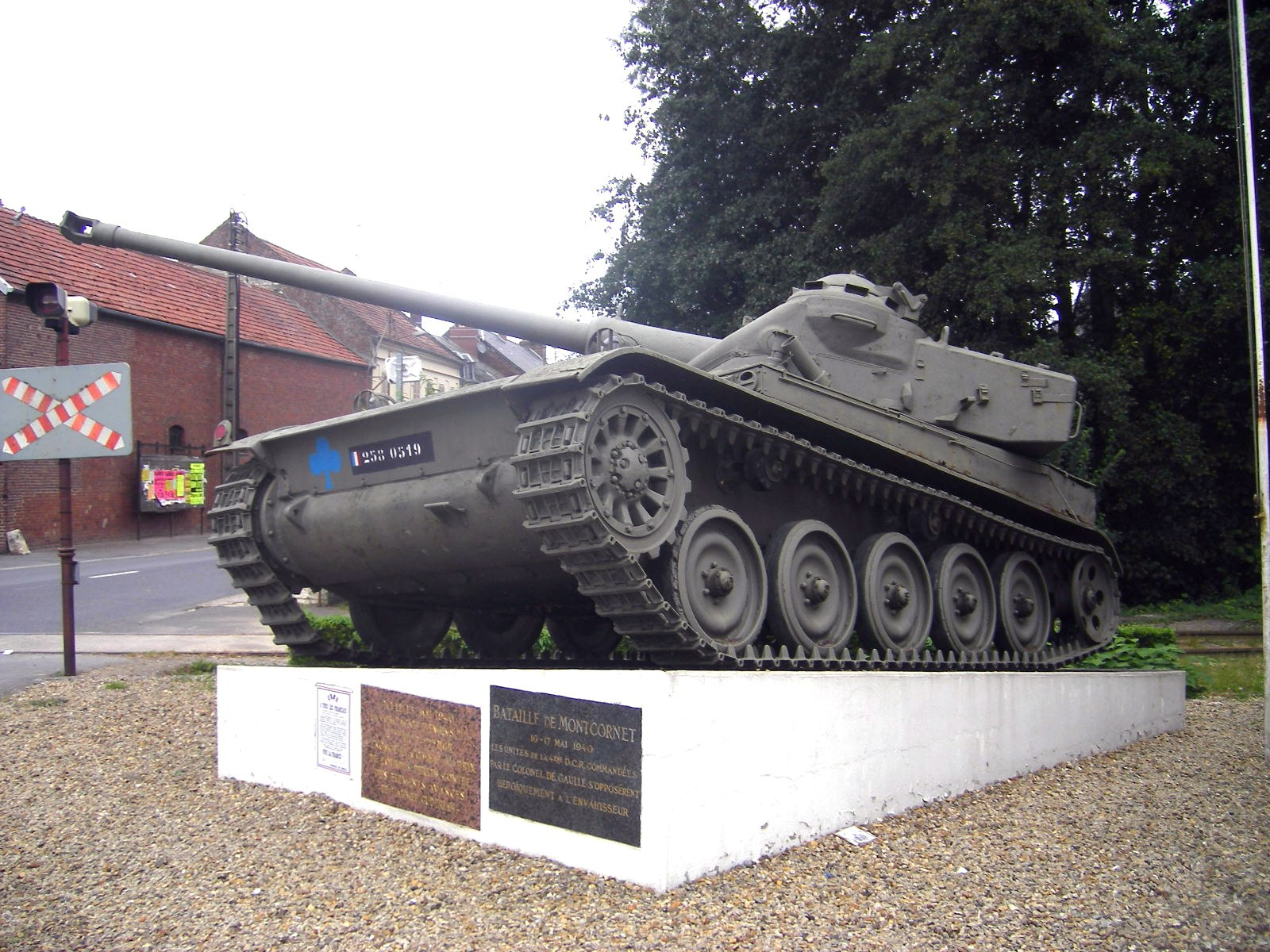
Monument en mémoire de la bataille de Montcornet.

Le 14 mai 1940, Charles de Gaulle est désigné pour commander la nouvelle 4e division cuirassée (5 000 hommes et 85 chars) avec laquelle il exécute une contre-attaque vers  Montcornet. Cette bataille est fréquemment citée comme la seule contre-attaque alliée de la campagne de France qui parvint à repousser les troupes allemandes, cependant, il ne s'agit pas du seul engagement de blindés (voir : bataille de Hannut et bataille de Stonne). L'engagement suivant du colonel de Gaulle eut lieu à la bataille d'Abbeville sous les ordres du général Weygand.

## Politique et administration

### Découpage territorial

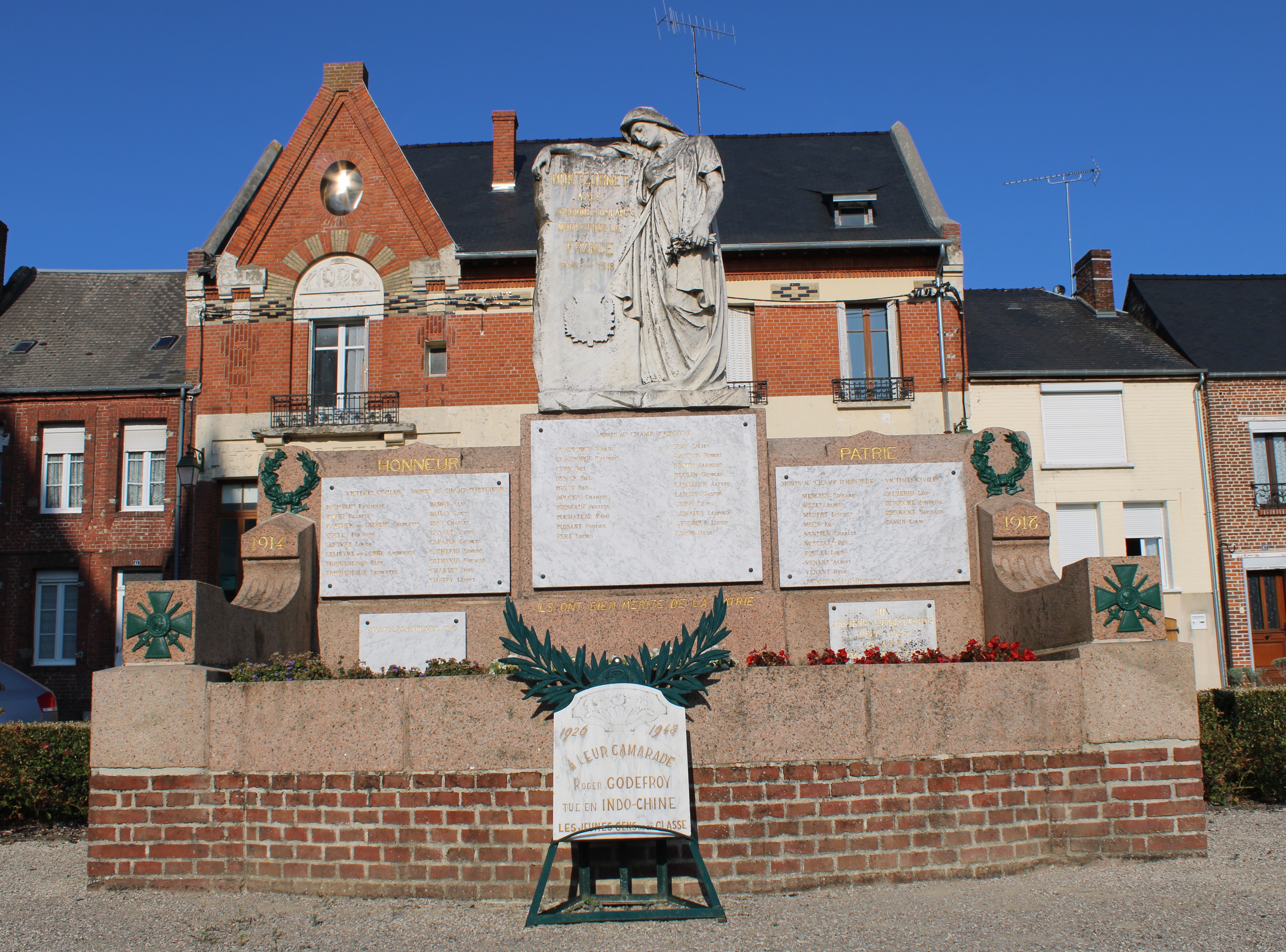
Le monument aux morts situé à droite de l'église.

La commune de Montcornet est membre de la communauté de communes des Portes de la Thiérache, un établissement public de coopération intercommunale (EPCI) à fiscalité propre créé le 22 décembre 1997 dont le siège est à Rozoy-sur-Serre. Ce dernier est par ailleurs membre d'autres groupements intercommunaux.
Sur le plan administratif, elle est rattachée à l'arrondissement de Vervins, au département de l'Aisne et à la région Hauts-de-France. Sur le plan électoral, elle dépend du  canton de Vervins pour l'élection des conseillers départementaux, depuis le redécoupage cantonal de 2014 entré en vigueur en 2015, et de la première circonscription de l'Aisne  pour les élections législatives, depuis le dernier découpage électoral de 2010.

## Démographie
L'évolution du nombre d'habitants est connue à travers les recensements de la population effectués dans la commune depuis 1793. Pour les communes de moins de 10 000 habitants, une enquête de recensement portant sur toute la population est réalisée tous les cinq ans, les populations de référence des années intermédiaires étant quant à elles estimées par interpolation ou extrapolation. Pour la commune, le premier recensement exhaustif entrant dans le cadre du nouveau dispositif a été réalisé en 2006.

En 2022, la commune comptait 1 224 habitants, en évolution de −8,45 % par rapport à 2016 (Aisne : −1,97 %, France hors Mayotte : +2,11 %).
| 1793  | 1800  | 1806  | 1821  | 1831  | 1836  | 1841  | 1846  | 1851  |
| ----- | ----- | ----- | ----- | ----- | ----- | ----- | ----- | ----- |
| 1 200 | 1 250 | 1 723 | 1 364 | 1 535 | 1 583 | 1 743 | 1 763 | 1 728 |

| 1856  | 1861  | 1866  | 1872  | 1876  | 1881  | 1886  | 1891  | 1896  |
| ----- | ----- | ----- | ----- | ----- | ----- | ----- | ----- | ----- |
| 1 697 | 1 700 | 1 773 | 1 552 | 1 655 | 1 562 | 1 725 | 1 549 | 1 608 |

| 1901  | 1906  | 1911  | 1921  | 1926  | 1931  | 1936  | 1946  | 1954  |
| ----- | ----- | ----- | ----- | ----- | ----- | ----- | ----- | ----- |
| 1 550 | 1 547 | 1 490 | 1 526 | 1 535 | 1 507 | 1 520 | 1 384 | 1 447 |

| 1962  | 1968  | 1975  | 1982  | 1990  | 1999  | 2006  | 2011  | 2016  |
| ----- | ----- | ----- | ----- | ----- | ----- | ----- | ----- | ----- |
| 1 439 | 1 486 | 1 623 | 1 781 | 1 755 | 1 690 | 1 654 | 1 507 | 1 337 |

| 2021  | 2022  | - | - | - | - | - | - | - |
| ----- | ----- | - | - | - | - | - | - | - |
| 1 257 | 1 224 | - | - | - | - | - | - | - |

## Culture et patrimoine

### Lieux et monuments
- L'ermitage Saint-Antoine. Cette chapelle en calcaire, construite au XVIe siècle, se trouvait à l'entrée du cimetière. Faute d'entretien, elle a été détruite en 1996[38].
- L'église fortifiée Saint-Martin.
- Le cimetière militaire britannique.

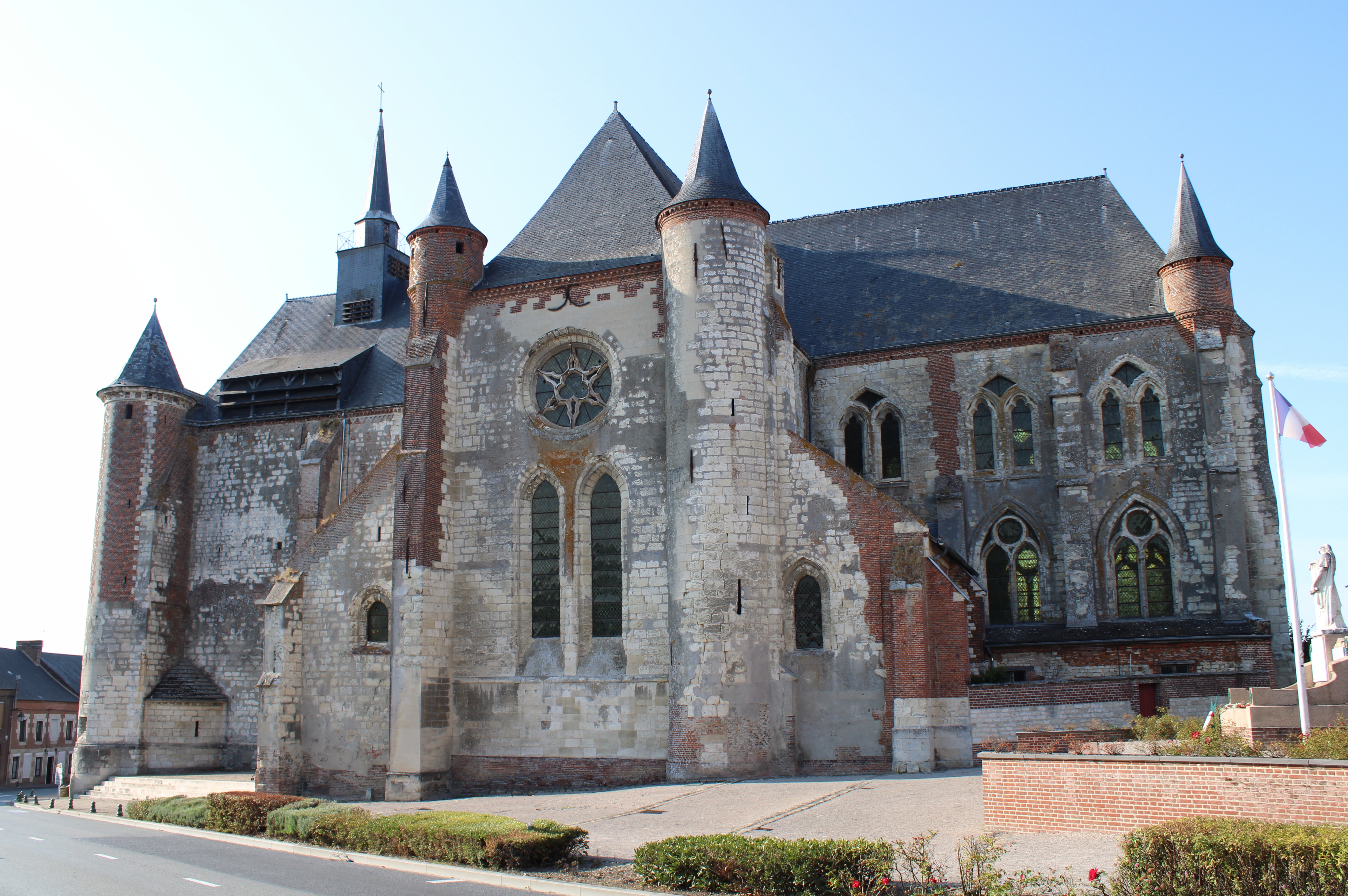
L'église fortifiée Saint-Martin.

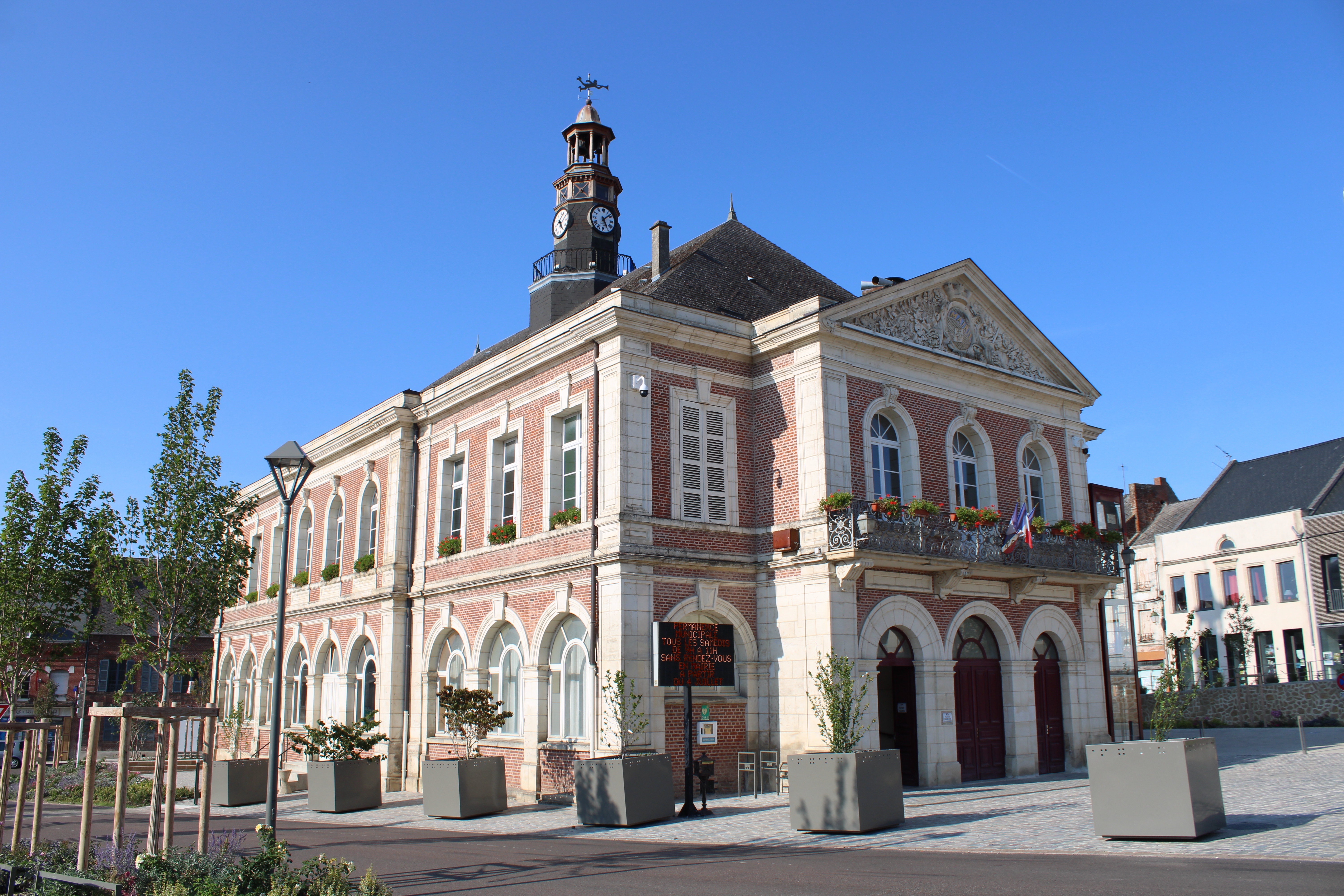
L'hôtel-de-ville au centre du village.

- Hôtel-de-Ville.
- Ruines d'un château des XIIe et XVIe siècles démantelé en 1760[39].

### Personnalités liées à la commune
- Charles-Nicolas Duclos du Fresnoy (Montcornet 1733 - Paris 1794). Notaire à Paris, il est connu comme mécène du peintre Jean-Baptiste Greuze. Député suppléant des États Généraux en 1789, il sera guillotiné sur la place de La Révolution, à Paris en 1794, sous la Terreur.
- Albert Callay (1822-1896), botaniste.
- Camille Lenoir, député de la Troisième République.

### Héraldique
| Blason de Montcornet | Blason  | De sable à la bande d'argent, accompagnée en chef d'un écusson écartelé : aux 1er et 4e d'argent aux trois fasces de gueules, aux 2e et 3e d'argent aux trois doloires de gueules et en pointe d'un écusson d'azur à la hache consulaire d'argent entourée d'un faisceau de verges d'or et à la fasce brochant de gueules chargée de trois étoiles d'or. Ornements extérieursCroix de guerre 1914-1918 |
| Blason de Montcornet | Détails | Le statut officiel du blason reste à déterminer. |